# Caroline Berg
Caroline Berg, nata Caroline Tabourin (Parigi, 3 febbraio 1957), è un'attrice cinematografica francese.

## Biografia
Attrice principalmente cinematografica tra il 1978 e il 2000, ha esordito in Francia con il suo vero nome, Caroline Tabourin, per poi cambiarlo in Caroline Berg, con cui è divenuta nota. In Italia viene scelta dal regista Mario Monicelli per interpretare il ruolo di Olimpia ne Il marchese del Grillo, insieme ad Alberto Sordi, e poi quello di Véronique in Le due vite di Mattia Pascal, con Marcello Mastroianni e Senta Berger. Nel 1982 viene nominata tra le giovani speranze del cinema francese per la sua interpretazione nel film Ça va faire mal, del regista Jean François Davy. Nel 1988 lavora inoltre con Claude Chabrol per la realizzazione del film Un affare di donne in cui interpreta il ruolo di Hélène Fillon. Negli anni novanta si impegna in differenti ruoli soprattutto nelle serie televisive francesi, ma anche in Svizzera e in Germania.

## Mia cara Olimpia
Al personaggio di Olimpia Martin – l'attrice francese interpretata dalla Berg ne Il marchese del Grillo – Alberto Sordi e Nicola Piovani dedicarono Mia cara Olimpia, la versione cantata del tema principale della colonna sonora del film, la Gavotta di Olympia.

## Vita privata
È sposata con l'attore e regista francese Francis Perrin e madre di quattro figli: Bénédicte (1978), Laura (1985), Thomas (1988), Jeanne (1998).

## Filmografia parziale

### Cinema
- New Generation, regia di Jean-Pierre Lowf Legoff (1979)

- Cherchez l'erreur, regia di Serge Korber (1980)
- Fifty-Fifty, regia di Pascal Vidal (1981)
- Zitto quando parli (Tais-toi quand tu parles!), regia di Philippe Clair (1981)
- Le ragazze di Grenoble (Les Filles de Grenoble), regia di Joël Le Moigné (1981)
- Il marchese del Grillo, regia di Mario Monicelli (1981)
- Josépha, regia di Christopher Frank (1982)
- Ça va faire mal, regia di Jean-François Davy (1982)
- Paradis pour tous, regia di Alain Jessua (1982)
- Y a-t-il un pirate sur l'antenne?, regia di Jean-Claude Roy (1983)
- Le due vite di Mattia Pascal, regia di Mario Monicelli (1985)
- Un affare di donne (Une affaire de femmes), regia di Claude Chabrol (1988)
- Der Kuß des Tigers, regia di Petra Haffter (1988)
- Oppressions, regia di Jean Cauchy (1989)
- Sinais de Fogo, regia di Luís Filipe Rocha (1995)
- Xxy, regia di Jean-Charles Gaudin - cortometraggio (1995)